# Pyronota setosa
Pyronota setosa är en skalbaggsart som beskrevs av Given 1952. Pyronota setosa ingår i släktet Pyronota och familjen Melolonthidae. Inga underarter finns listade i Catalogue of Life.